# Chi Bách xù
Chi Bách xù (tên khoa học Juniperus) là một chi thực vật trong họ Bách. Tùy thuộc vào quan điểm phân loại, có từ 50 đến 67 loài cây bách xù, phân bố rộng khắp Bắc bán cầu, từ Bắc Cực, phía nam châu Phi nhiệt đới, và những ngọn núi ở Trung Mỹ.

## Các loài
- section Juniperus
  - Juniperus communis
    - Juniperus communis subsp. alpina

  - Juniperus oxycedrus
    - Juniperus oxycedrus subsp. macrocarpa

  - Juniperus brevifolia
  - Juniperus cedrus
  - Juniperus conferta
  - Juniperus drupacea
  - Juniperus formosana
  - Juniperus luchuensis
  - Juniperus rigida
- section Sabina (soms erkend)
  - Juniperus angosturana
  - Juniperus ashei
  - Juniperus barbadensis
  - Juniperus bermudiana
  - Juniperus blancoi
  - Juniperus californica
  - Juniperus chinensis
    - Juniperus chinensis var. sargentii

  - Juniperus coahuilensis
  - Juniperus comitana
  - Juniperus convallium
  - Juniperus deppeana
  - Juniperus durangensis
  - Juniperus excelsa
    - Juniperus excelsa subsp. polycarpos

  - Juniperus flaccida
  - Juniperus foetidissima
  - Juniperus gamboana
  - Juniperus gaussenii
  - Juniperus horizontalis
  - Juniperus indica
  - Juniperus jaliscana
  - Juniperus komarovii
  - Juniperus monosperma
  - Juniperus monticola
  - Juniperus occidentalis
    - Juniperus occidentalis subsp. australis

  - Juniperus osteosperma
  - Juniperus phoenicea
  - Juniperus pinchotii
  - Juniperus procera
  - Juniperus procumbens
  - Juniperus pseudosabina
  - Juniperus recurva
    - Juniperus recurva var. coxii

  - Juniperus sabina
    - Juniperus sabina var. davurica

  - Juniperus saltillensis
  - Juniperus saltuaria
  - Juniperus scopulorum
  - Juniperus semiglobosa
  - Juniperus squamata
  - Juniperus standleyi
  - Juniperus thurifera
  - Juniperus tibetica
  - Juniperus virginiana